# Municipio de Gower
El municipio de Gower (en inglés: Gower Township) es un municipio ubicado en el condado de Cedar en el estado estadounidense de Iowa. En el año 2010 tenía una población de 539 habitantes y una densidad poblacional de 5,99 personas por km².

## Geografía
El municipio de Gower se encuentra ubicado en las coordenadas 41°43′20″N 91°19′2″O / 41.72222, -91.31722. Según la Oficina del Censo de los Estados Unidos, el municipio tiene una superficie total de 89.91 km², de la cual 89,25 km² corresponden a tierra firme y (0,73 %) 0,66 km² es agua.

## Demografía
Según el censo de 2010, había 539 personas residiendo en el municipio de Gower. La densidad de población era de 5,99 hab./km². De los 539 habitantes, el municipio de Gower estaba compuesto por el 96,47 % blancos, el 0,56 % eran afroamericanos, el 1,11 % eran asiáticos, el 0,37 % eran de otras razas y el 1,48 % eran de una mezcla de razas. Del total de la población el 1,67 % eran hispanos o latinos de cualquier raza.